# Нитепёрые снэпперы
Нитепёрые снэпперы (лат. Pristipomoides) — род лучепёрых рыб семейства луциановых (Lutjanidae). Распространены в Атлантическом, Индийском и Тихом океанах. Максимальная длина тела у разных видов варьируется от 23,3 до 100 см. Имеют промысловое значение.

## Описание
Тело удлинённое, веретенообразной формы. На обеих челюстях зубы в передней части увеличенные, конической формы; а внутренние зубы — ворсинчатые. В передней части челюстей часто имеются клыковидные зубы. На сошнике зубы расположены в виде пятна V-образной или треугольной формы (за исключением P. sieboldii, у которых пятно ромбовидной или треугольной формы с длинным медиальным расширением в задней части). Язык без зубов (за исключением P. sieboldii). Межглазничное пространство плоское. Один спинной плавник с 10 жёсткими и 11 (редко 10) мягкими лучами. В анальном плавнике 3 жёстких и 8 (редко 7) мягких лучей. Последний мягкий луч спинного и анального плавников удлинённый, заметно длиннее остальных лучей. На спинном и анальном плавнике нет чешуи. Грудные плавники длинные с 15—17 мягкими лучами. Хвостовой плавник выемчатый. В боковой линии от 47 до 74 чешуек.

## Биология
Встречаются как в относительно мелководных, так и в умеренно глубоководных участках океана на глубине от 20 до 550 м, обычно над скалистыми грунтами. Ведут одиночный образ жизни или образуют небольшие группы. В состав рациона входят мелкие рыбы, кальмары, ракообразные и пелагические оболочники.

## Классификация
В составе рода выделяют 11 видов:
- Pristipomoides aquilonaris (Goode & Bean, 1896) — Западноатлантический нитепёрый снэппер
- Pristipomoides argyrogrammicus (Valenciennes, 1832) —  Серебристый нитепёрый снэппер
- Pristipomoides auricilla (Jordan, Evermann & Tanaka, 1927) — Голубопятнистый снэппер
- Pristipomoides filamentosus (Valenciennes, 1830) — Красный нитепёрый снэппер, или красно-бурый нитепёрый снэппер, или бурый нитепёрый снэппер
- Pristipomoides flavipinnis S. Shinohara, 1963 — Оранжевохвостый снэппер
- Pristipomoides freemani W. D. Anderson, 1966 — Низкотелый нитепёрый снэппер
- Pristipomoides macrophthalmus (Müller & Troschel, 1848) — Большеглазый нитепёрый снэппер
- Pristipomoides multidens (Day, 1871) — Золотополосый нитепёрый снэппер
- Pristipomoides sieboldii (Bleeker, 1855) — Малоротый нитепёрый снэппер
- Pristipomoides typus Bleeker, 1852 — Розовый нитепёрый снэппер
- Pristipomoides zonatus (Valenciennes, 1830) — Поперечнополосый нитепёрый снэппер

## Взаимодействие с человеком
Все представители рода имеют промысловое значение, особенно у островов в Индо-Тихоокеанской области. Ловят ярусами и тралами. Мясо высокого качества. Реализуются в свежем, иногда в замороженном виде.